# Mauritiaanse kampioenschappen wielrennen
De Mauritiaanse kampioenschappen wielrennen zijn opgedeeld in vier onderdelen waarin om de nationale titel wordt gestreden. Naast de wegwedstrijd bij zowel de mannen als de vrouwen wordt er jaarlijks ook een tijdrit gereden bij beide. De kampioen mag een jaar lang rijden in een trui met de vlag van Mauritius in de categorie waarin de trui is behaald.

## Mannen

### Wegwedstrijd
| Jaar | Goud               | Zilver                        | Brons             |
| ---- | ------------------ | ----------------------------- | ----------------- |
| 2001 | Thomas Desvaux     |                               |                   |
| 2002 | Thomas Desvaux     |                               |                   |
| 2003 | Steward Pharmasse  |                               |                   |
| 2004 | Steward Pharmasse  |                               |                   |
| 2005 | Mike Chong Chin    | Steward Pharmasse             | Philippe Colin    |
| 2006 | Mike Chong Chin    |                               |                   |
| 2007 | Thomas Desvaux     | Steward Pharmasse             | Yannick Lincoln   |
| 2008 | Hugo Caëtane       | Christophe Lincoln            | Loïc Mamet        |
| 2009 | Thomas Desvaux     | Yannick Lincoln               | Steward Pharmasse |
| 2010 | Hugo Caëtane       | James Colin Mayer             | Yannick Lincoln   |
| 2011 | Thomas Desvaux     | Pascal Ladaub                 | Mike Chong Chin   |
| 2012 | Mathieu Le Blanc   | Hugo Caëtane                  | Sébastien Hacques |
| 2013 | Steward Pharmasse  | Philippe Colin                | Mike Chong Chin   |
| 2014 | Steward Pharmasse  | Mike Chong Chin               | Thierry David     |
| 2015 | Yoan Pirogue       | Philippe Colin                | Jérémy Seeyave    |
| 2016 | Jordan Lebon       | Grégory Lagane                | Michael Khedoo    |
| 2017 | Philippe Colin     | Fitzgerald Rabaye             | Alexandre Mayer   |
| 2018 | Grégory Lagane     | Christopher Lagane            | Yannick Lincoln   |
| 2019 | Dylan Redy         | Grégory Lagane                | Yannick Lincoln   |
| 2020 | Alexandre Mayer    | Yannick Lincoln               | Dylan Redy        |
| 2021 | Alexandre Mayer    | Yannick Lincoln               | Thomas Desvaux    |
| 2022 | Alexandre Mayer    | Thibault Marrier d'Unienville | Dylan Redy        |
| 2023 | Christopher Lagane | Aurélien de Comarmond         | Alexandre Mayer   |
| 2024 | Christopher Lagane | Alexandre Mayer               | Yannick Lincoln   |

### Tijdrit
| Jaar      | Goud                  | Zilver                | Brons                   |
| --------- | --------------------- | --------------------- | ----------------------- |
| 2003      | Colin Mayer           | Christophe Gérard     | Philippe Colin          |
| 2004-2005 | Niet verreden         | Niet verreden         | Niet verreden           |
| 2006      | Colin Mayer           | Steward Pharmasse     | Gregory Mayer           |
| 2007      | Yannick Lincoln       | Loïc Mamet            | Philippe Colin          |
| 2008      | Yannick Lincoln       | Loïc Mamet            | Christophe Lincoln      |
| 2009      | Yannick Lincoln       | Thomas Desvaux        | Steward Pharmasse       |
| 2010      | Yannick Lincoln       | James Colin Mayer     | Armand Lecourt de Bilot |
| 2011      | Yannick Lincoln       | Steward Pharmasse     | Hugo Caëtane            |
| 2012      | Yannick Lincoln       | Pascal Ladaub         | Michael Kheddoo         |
| 2013      | Yannick Lincoln       | Bernard Lasplaces     | Mike Chong Chin         |
| 2014      | Mike Chong Chin       | Sébastien Tyack       | Bernard Lasplaces       |
| 2015      | Christopher Lagane    | Yannick Lincoln       | Fitzgerald Rabaye       |
| 2016      | Grégory Lagane        | Steward Pharmasse     | Mike Chong Chin         |
| 2017      | Christopher Lagane    | Yannick Lincoln       | Philippe Colin          |
| 2018      | Christopher Lagane    | Yannick Lincoln       | Grégory Lagane          |
| 2019      | Christopher Lagane    | Dylan Redy            | Alexandre Mayer         |
| 2020      | Yannick Lincoln       | Christopher Lagane    | Grégory Lagane          |
| 2021      | Christopher Lagane    | Yannick Lincoln       | Alexandre Mayer         |
| 2022      | Christopher Lagane    | Alexandre Mayer       | Yannick Lincoln         |
| 2023      | Aurélien de Comarmond | Hanson Matombé        | Torea Celestin          |
| 2024      | Christopher Lagane    | Aurélien de Comarmond | Alexandre Mayer         |
| 2025      | Alexandre Mayer       | Jeremy Raboude        | William Piat            |

## Vrouwen

### Wegwedstrijd
| Onderdeel | Goud               | Zilver                | Brons                      |
| --------- | ------------------ | --------------------- | -------------------------- |
| 2011      | Aurélie Halbwachs  | Elizabeth Piat-Dalais | Magali Perdrau             |
| 2012      | Aurélie Halbwachs  | Elizabeth Sham        | Audrey Senezal             |
| 2013-2015 | Niet verreden      | Niet verreden         | Niet verreden              |
| 2016      | Kimberley Le Court | Aurélie Halbwachs     | Miléna Line Wong Wing Wah  |
| 2017-2018 | Niet verreden      | Niet verreden         | Niet verreden              |
| 2019      | Kimberley Le Court | Vanessa Julienne      | Géraldine Harel            |
| 2020      | Aurélie Halbwachs  | Célia Halbwachs       | Sarah Smither              |
| 2021      | Raphaëlle Lamusse  | Célia Halbwachs       | Camille Chasteau de Balyon |
| 2022      | Aurélie Halbwachs  | Raphaëlle Lamusse     | Lucie de Marigny-Lagesse   |
| 2023      | Aurélie Halbwachs  | Raphaëlle Lamusse     | Lucie de Marigny-Lagesse   |
| 2024      | Kimberley Le Court | Raphaëlle Lemusse     | Julie Staub                |

### Tijdrit
| Onderdeel | Goud               | Zilver                   | Brons                      |
| --------- | ------------------ | ------------------------ | -------------------------- |
| 2011      | Aurélie Halbwachs  | Vanessa Julienne         | Elizabeth Piat-Dalais      |
| 2012      | Aurélie Halbwachs  | Elizabeth Sham           | Gaëlle Grenouille          |
| 2013-2019 | Niet verreden      | Niet verreden            | Niet verreden              |
| 2020      | Aurélie Halbwachs  | Raphaëlle Lemusse        | Valérie Gérard             |
| 2021      | Raphaëlle Lemusse  | Lucie de Marigny-Lagesse | Célia Halbwachs            |
| 2022      | Aurélie Halbwachs  | Raphaëlle Lemusse        | Lucie de Marigny-Lagesse   |
| 2023      | Aurélie Halbwachs  | Raphaëlle Lemusse        | Lucie de Marigny-Lagesse   |
| 2024      | Kimberley Le Court | Nadine Van Rensburg      | Noemie Marie Shania Martin |
| 2025      | Kimberley Le Court | Lucie de Marigny-Lagesse | Raphaëlle Lamusse          |